# Drongo balicassio
Dicrurus balicassius
Espèce
Statut de conservation UICN

 LC  : Préoccupation mineure
Le Drongo balicassio (Dicrurus balicassius) est une espèce de passereaux de la famille des Dicruridae.

## Illustrations
- Photos

## Répartition
Il est endémique aux Philippines.

## Habitat
Il habite les forêts humides tropicales et subtropicales en plaine.

## Sous-espèces
Selon Peterson, cet oiseau est représenté par 3 sous-espèces :
- Dicrurus balicassius abraensis Vaurie 1947 ;
- Dicrurus balicassius balicassius Linnaeus) 1766 ;
- Dicrurus balicassius mirabilis Walden & Layard, EL 1872.